# Фишман, Жан-Луи
Фишман, Жан-Луи (26 сентября 1960, XII округ Парижа — 30 августа 2021, Вильжюиф) — карикатурист французского автоспортивного издания Auto Hebdo с 1990 года, так же работал в журнале Auto Plus в 1990-х.
Известен своими карикатурами по Формуле-1. Начиная с сезона 1990 Fiszman нарисовал обзоры всех этапов Гран-при, за исключением Гран-при Сан-Марино 1994 года.

## Публикации в Auto Hebdo
Auto Hebdo — еженедельное издание. Карикатуры появляются в каждом из выпусков и бывают двух видов: однокадровые (занимают не более четверти страницы) и восьмикадровые (занимают одну целую страницу). Последние посвящаются конкретному Гран-при, также бывают обзоры сезона целиком (после его окончания).